# Lucjan Cichosz
Lucjan Cichosz (ur. 3 lipca 1950 w Antoniówce) – polski polityk, samorządowiec, lekarz weterynarii, w latach 2007–2011 senator VII kadencji, w 2019 poseł na Sejm VIII kadencji, w latach 2020–2023 prezes Stadniny Koni Janów Podlaski.

## Życiorys
W 1976 ukończył studia na Wydziale Weterynaryjnym Akademii Rolniczej w Lublinie. Od 1976 do 1990 pracował jako ordynator, a następnie jako kierownik w państwowych zakładach leczenia zwierząt w Gorzkowie i Żółkiewce. Od 1990 do 1999 prowadził prywatną lecznicę dla zwierząt. Od 2002 do 2006 kierował biurem Agencji Restrukturyzacji i Modernizacji Rolnictwa w Krasnymstawie.
Działał w Polskim Stronnictwie Ludowym. W wyborach parlamentarnych w 2001 z listy PSL bez powodzenia kandydował do Sejmu. W latach 1990–1998 pełnił funkcję radnego i przez jedną kadencję przewodniczącego rady gminy w Żółkiewce. Od 1994 do 1998 był też delegatem do Sejmiku Samorządowego Województwa Zamojskiego. Przez następne cztery lata zajmował stanowisko radnego i wicestarosty powiatu krasnostawskiego, a od 2006 do 2007 był wójtem Żółkiewki. Przystąpił do Stronnictwa „Piast”, zasiadał w radzie politycznej tej partii. W 2006 stanął także na czele Związku Zawodowego Rolników „Ojczyzna”.
W wyborach w 2007 z ramienia Prawa i Sprawiedliwości uzyskał mandat senatorski, otrzymując w okręgu chełmskim 89 207 głosów. Zasiadał w Komisji Rolnictwa i Ochrony Środowiska oraz w Komisji Spraw Emigracji i Łączności z Polakami za Granicą. Przez część kadencji był senatorem niezrzeszonym, w skład klubu parlamentarnego PiS wrócił w 2010. Do Prawa i Sprawiedliwości wstąpił 15 listopada tego samego roku, wraz z innymi dotychczasowymi parlamentarzystami Stronnictwa „Piast”. Wszedł w skład zarządu okręgowego PiS. W wyborach parlamentarnych w 2011 ponownie był kandydatem tej partii do Senatu, nie uzyskał reelekcji. W 2014 bez powodzenia kandydował ponownie na wójta gminy Żółkiewka. W 2015 wystartował z ramienia PiS do Sejmu VIII kadencji (zdobył 4828 głosów, zajmując trzecie niemandatowe miejsce).
W 2016 został przewodniczącym rady nadzorczej Zamojskich Zakładów Zbożowych, członkiem zarządu spółki Małopolska Hodowla Roślin oraz kierownikiem Stada Ogierów w Białce. W 2019 uzyskał możliwość objęcia mandatu w miejsce Beaty Mazurek (po odrzuceniu go przez radną wojewódzką Marię Gmyz), na co wyraził zgodę. W wyborach w tym samym roku nie uzyskał poselskiej reelekcji.
W 2020 został członkiem utworzonej przez prezydenta Andrzeja Dudę Rady ds. Rolnictwa i Obszarów Wiejskich, a także prezesem Stadniny Koni Janów Podlaski. Zrezygnował z drugiej z tych funkcji w 2023. W tym samym roku został zastępcą burmistrza Krasnegostawu. W 2024 został ponownie wybrany na radnego powiatu, odszedł następnie z funkcji wiceburmistrza.

## Odznaczenia
W 1997, za zasługi w działalności na rzecz społeczności lokalnej, został odznaczony przez prezydenta Aleksandra Kwaśniewskiego Brązowym Krzyżem Zasługi.